# Novaggio
Novaggio és un municipi del cantó de Ticino (Suïssa), situat al districte de Lugano.